# HTC Windows Phone 8S
HTC Windows Phone 8S  — смартфон, розроблений компанією HTC Corporation, анонсований 19 вересня 2012 року у Нью-Йорку, США. Працює під управлінням мобільної операційної системи Windows Phone 8.

## Продажі
В Україні продажу почнуться у другій декаді листопада, рекомендована ціна буде 3699 ₴, про що було оголошено 2 листопада 2012 року під час презентації лінійки смартфонів компанією HTC.
У Великій Британії смартфон буде доступним 15 листопада 2012 року, про що було оголошено у роздрібній торговій мережі Clove, початкова ціна становить £ 224.99.

## Огляд приладу
- Огляд HTC Windows Phone 8S [Архівовано 29 жовтня 2012 у Wayback Machine.] від TechRadar (англ.)
- Бюджетний смартфон HTC Windows Phone 8S [Архівовано 5 листопада 2012 у Wayback Machine.] на CNET (англ.)
- HTC Windows Phone 8S і 8X: попередній огляд смартфонів на Windows 8 [Архівовано 20 жовтня 2012 у Wayback Machine.] (рос.)

## Відео
- Windows Phone 8X і 8S by HTC Пресконференція [Архівовано 5 листопада 2012 у Wayback Machine.] (англ.)
- Огляд HTC Windows Phone 8S від HTC (англ.)
- Огляд HTC Windows Phone 8S [Архівовано 15 жовтня 2012 у Wayback Machine.] від PhoneArena (англ.)
- Огляд Windows Phone 8S by HTC від engadget (англ.)